# Puente de Carlos III (Caracas)
El Puente de Carlos III es una antigua estructura localizada sobre el curso del Río Catuche, obra del caraqueño Juan Domingo del Sacramento Infante en la parroquia La Pastora del Municipio Libertador, al oeste del área metropolitana de Caracas o Distrito Metropolitano de Caracas.
Las obras de construcción del puente se inician cerca del año 1772, por disposición del entonces gobernador José Carlos de Agüero, con fondos del Cabildo de Caracas. Por razones históricas y arquitectónicas es considerado patrimonio de la ciudad de Caracas, siendo declarado Monumento Histórico Nacional, según Gaceta Oficial Nº 31.139 de fecha 27 de diciembre de 1976. Recibe su nombre en honor del entonces monarca Carlos III de Borbón (Carlos III de España).
Se cree que es uno de los puentes más antiguos de Caracas, siendo terminado en 1784.